# Groendreef
De Groendreef (Frans: Allée Verte) is een grote weg aan de oostzijde van het Zeekanaal in Brussel. Langs het Vergotedok is het een viervaksbaan met tussenberm, die in het verlengde van de Willebroekkaai tot aan het Jules de Troozsquare loopt. Een smallere aftakking van de Groendreef is verbonden met de Helihavenlaan.

## Geschiedenis

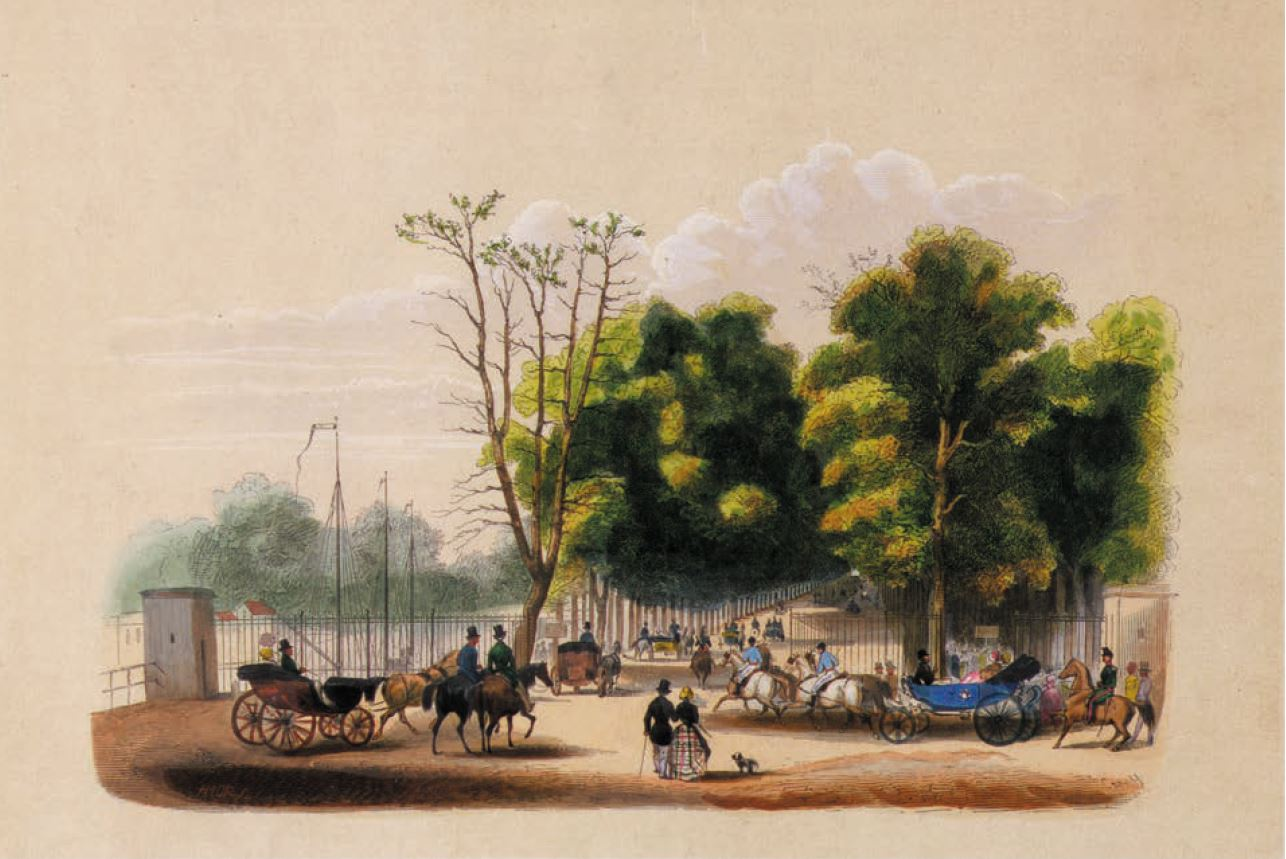
Ingang van de Groendreef begin 19e eeuw

De schipvaart werd aangelegd in 1550-1561 en kende van bij het begin aan weerszijden jaagpaden voor de trekschuiten die de beurtvaart verzorgden naar Klein-Willebroek, waar men overstapte op heuden. De dijk op de oostoever werd begin 17e eeuw van de Oeverpoort tot de Lakensebrug verfraaid en van Mariakapelletjes voorzien op last van aartshertogin Isabella. Langs daar deed de vrome landvoogdes in 1623 een bedevaart naar de Onze-Lieve-Vrouwekerk, die ze in 1615 via de Hertoghsdreve had laten verbinden met de Sint-Annakapel en -bron. Het ongeveer twee kilometer lange stuk langs de vaart werd een aristocratisch uitstapje. Het was beplant met vier rijen olmen en heette den groenen Dijck. Vermoedelijk is dit de Kaey waar volgens Willem van der Borcht druk werd geflaneerd: Daer is eenen draey genaemt den Tour à la mode, daer al wat den naem van Jufferen voeren dert schier ghenoodtsaeckt is te verschijnen, gelijck de koopmans op hunne borsse, daer watter om-gaet eerlijcker te bedencken is als schandelijck voor te stellen. De bomenrijen verdeelden de dreef in een centrale rijbaan en twee ventwegen, waarop het verkeer van koetsen, ruiters en voetgangers gescheiden verliep. Zo ontstond een mondaine ontmoetingsplaats waar men kwam om zich te laten bewonderen, naar het voorbeeld van de Italiaanse corso's. Men trok erheen langs de kaaien intra muros tot de Oeverpoort, waar men een omweg moest maken langs de Lakensepoort om op de oostoever voorbij de wallen te komen.
In 1702-1704 werd de Groendreef na de nodige onteigeningen verbreed. Twee bomenrijen werden gekapt en vervangen door linden. George Fricx schreef in 1743 dat de overkant van de vaart eveneens was ingericht en zelfs nog mooier was, zij het minder comfortabel voor rijtuigen. De geliefde bomen dreigden te worden omgelegd toen de Fransen in 1746 Brussel veroverden, maar hun aanvoerder Maurits van Saksen zag daar, naar verluidt op verzoek van de Brusselse dames, galant vanaf.
Op 21 juli 1803 maakte eerste consul Napoleon Bonaparte langs de dreef zijn intocht in Brussel. Aan de Lakensebrug was een triomfboog opgericht met schilderijen en standbeelden, waar hij van burgemeester Van Langenhove de stadssleutels en een mooie Brusselse koets cadeau kreeg. Op een witte schimmel – een ander geschenk – reed Bonaparte door de Groendreef naar de Antwerpsepoort (via een recent aangelegde S-bocht, die weer verdween toen in 1819 de Groendreefpoort werd gebouwd in de as langs het kanaal). Andere staatshoofden die langs deze weg de stad werden binnengehaald, waren Willem I der Nederlanden in 1815 en Leopold I van België in 1831. Ook burgers begonnen nu deel te nemen aan het koetsenvertoon. Langs de dreef verschenen uitspanningen, herbergen en melksalons en er werden regelmatig festiviteiten gehouden.
Na de aanleg van het Station Brussel-Groendreef in 1835 liep de eerste spoorlijn van het land langs de promenade. Aanvankelijk had dit geen invloed op haar aantrekkingskracht, maar geleidelijk liet de industrialisering van de wijk en de concurrentie van nieuwe boulevards zich toch gevoelen. Na de komst van de Mestbak en andere nijverheid verloor de Groendreef aan populariteit ten opzichte van de lommerrijke lanen die Jean-Baptiste Vifquain op de geslechte vesten had aangelegd (1818-1840). Met de Louizalaan naar het Terkamerenbos kwam er in de jaren 1860 een nieuwe favoriete zondagse promenade. Toch was de Groendreef nog voldoende gereputeerd om Laken in 1897 een vergoeding op te leveren voor de annexatie van 40 ha grondgebied door Brussel-stad (Molenbeek, dat nog meer terrein verloor, kreeg niets).
Bij de herinrichting van de haveninstallaties in 1909-1914 werd het kanaaltracé westwaarts verplaatst. Aan het gedeelte tussen de Oeverpoort en het Redersplein werd het Gobertdok gecreëerd. Voor de Wereldtentoonstelling van 1935 werd de Groendreef omgevormd tot een prestigieuze autoweg met twee gescheiden rijbanen, decoratieve straatlantaarns en beplante zijbermen met trottoirs. Op het gedempte Gobertdok kwam in 1953 een helihaven. Het volgende jaar sloot het Groendreefstation.

## Voetnoten
1. ↑  Spiegel der Eygen-kennisse, 1643, p. 73. Gearchiveerd op 19 juli 2023.
2. ↑  Antoine Darchambeau, "Un rivage à Bruxelles. Identités, organisation et perception d’un quartier portuaire au XVIIIe siècle", in: Annales de la Société royale d'Archéologie de Bruxelles, vol. 70, 2009-2011, p. 245
3. ↑  George Fricx, Description de la Ville de Bruxelles, 1743, p. 159. Gearchiveerd op 19 juli 2023.
4. ↑  Voyage de Bonaparte dans les 4 départemens réunis, 1804, p. 137 e.v.
5. ↑  Christophe Loir, Zien en gezien worden. De Brusselse promenades in de 18de en 19de eeuw , 2013, p. 47. Gearchiveerd op 15 juni 2021.